# アステリックスの冒険 ちびと仙人のちえくらベ
『アステリックスの冒険 ちびと仙人のちえくらベ』（仏: Astérix le Gaulois）は、1967年のフランス・ベルギーのアニメーション映画。漫画『アステリックス』のアルバム（単行本）「ガリア人アステリックス」を基にしている。

## キャスト
| 役名                                               | 原語版声優                            |
| -------------------------------------------------- | ------------------------------------- |
| アステリックス / カリギュラミナス                  | ロジャー・カレル                      |
| ナレーター                                         | ベルナール・ラヴァレット              |
| オベリックス                                       | ジャック・モレル                      |
| アブララクシクス / 牛肉の商人 / カイウス・ボーナス | ピエール・トルネード                  |
| マーカス・サカプス                                 | ピエール・トラボー                    |
| パノラミックス                                     | ルシアン・ランブール                  |
| カコフォニックス                                   | ジャック・ジュアノー (クレジットなし) |
| ジュリアス・シーザー                               | モーリス・チェビット                  |